# Ticce
A Ticce a Tisza egykori medrének maradványa, amely területen 20 ezer évvel ezelőtt folyt keresztül a Tisza. A Ticce a Ramsari egyezmény területeivel együtt alkotja a Latorcai védett terület magvát növény- és állatvilágával, elsősorban a vízi madaraival.

## Külső hivatkozások
- Ramsari egyezmény